# Miroslava Rybárová
Miroslava Rybárová (* 15. září 1927, Nová Ves, Jugoslávie, za svobodna Miroslava Valentová, krycí jméno Partyzánka Anka) je česká partyzánka a dělnice.

## Biografie
Miroslava Rybárová se narodila v roce 1927 v české vesnici Nová Ves v okrese Derventa na pomezí dnešního Srbska a Bosny a Hercegoviny. Otec Miroslavy Rybárové byl kovář.
Jako dívka pracovala v domácnosti, ale v roce 1941 spolu s kamarádkami začaly pomáhat partyzánům v okolí rodné vesnice. Roku 1943 vstoupila do Svazu omladiny a na začátku roku 1944 se přidala k partyzánům a během téhož roku se stala členkou československé brigády Jana Žižky z Trocnova. S partyzány bojovala v Đakovu, Virovitici, Čađavici a Papuku. Bojovala až do konce války, kdy z armády odešla v Osijeku.
Po skončení druhé světové války odešla s rodinou z Jugoslávie, usadili se v Hostěradicích nebo Mišovicích. V roce 1946 se vdala a odešla s manželem do Mohelna, kde pracovala v Horáckém autodružstvu.
Obdržela Řád rudé hvězdy (1963), Řád bratrství a jednoty a vyznamenání za bojovou činnost za druhé světové války od ministra obrany ČR.